# Shimmer & Shine
Shimmer y Shine (título original: Shimmer and Shine) es una serie de televisión estadounidense-canadiense de dibujos animados creada por Farnaz Esnaashari-Charmatz. Se estrenó en Nick Jr. y Nickelodeon el 24 de agosto de 2015 en Estados Unidos.

## Argumento
La primera temporada se desarrolla en el mundo humano y se centra en una niña llamada Leah, quien es amiga de unas genios gemelas llamadas Shimmer y Shine. Cada día, las genios le conceden a Leah tres deseos, pero frecuentemente cometen errores. En cada episodio se presenta a Leah trabajando junto a las genios para resolver los problemas que estas causan, todo mientras las mantiene como un secreto hacia su vecino de al lado y mejor amigo Zac.
En la segunda temporada, los personajes son transportados a Cataratas Zaramino, una tierra mágica donde viven Shimmer y Shine. Leah revela la existencia de sus genios a Zac, quien también llega a tener su propio genio, llamado Kaz. Shimmer y Shine continúan concediéndole deseos a Leah en Cataratas Zaramino, a la vez esta se hace amiga de la máxima autoridad de Cataratas Zaramino, la princesa Samira. Esta temporada incluye la mascota de Samira, un pavorreal llamado Roya, y la mascota de Leah, una zorra llamada Parisa. También a Zeta, una hechicera malvada, y finalmente, el dragón de Zeta, Nazboo.

## Episodios
| Temporada | Temporada | Episodios | Comienzo              | Final                   |
| --------- | --------- | --------- | --------------------- | ----------------------- |
|           | 1         | 20        | 24 de agosto de 2015  | 11 de mayo de 2016      |
|           | 2         | 20        | 15 de junio de 2016   | 31 de marzo de 2017     |
|           | 3         | 20        | 5 de mayo de 2017     | 20 de noviembre de 2018 |
|           | 4         | 26        | 20 de octubre de 2018 | 9 de febrero de 2020    |

## Personajes

### Humanos y genios
- Shimmer: Es una genio optimista. Tiene ojos azules y cabello rosado. Ella es entusiasta y animadora. Le gusta limpiar, la brillantina y coleccionar botellas de genio. Su mascota es un mono llamada Tala.
- Shine: Es una genio valiente. Tiene ojos púrpuras y cabello azul. A ella le gustan los animales y a menudo tiene hambre. Su mascota es un tigre de bengala cachorro llamado Nahal. Debido a su amor por los animales, ella conoce los comportamientos de las criaturas mágicas de Cataratas Zaramino. A diferencia de su hermana, ella odia limpiar. Una curiosidad de Shine es que dice frecuentemente «es como siempre digo...», solo para revelar con humor que ella acaba de inventar lo que va a decir a continuación.
- Leah: Es una niña de cabellera rubia y ojos verdes, quien tiene un collar de botella de genio que incluyen a Shimmer y a Shine. A pesar de que Shimmer y Shine a veces conceden mal sus deseos, Leah es paciente y las perdona. Originalmente, ella es forzada en guardar en secreto la existencia de sus genios a su amigo Zac, pero el secreto se reveló después de haberse transportado a Cataratas Zaramino. En la segunda temporada, la princesa Samira concede el deseo de Leah y Zac de visitar Cataratas Zaramino cuando deseen. Leah se pone un disfraz de genio mágicamente para mezclarse, ya que los humanos no están permitidos en Cataratas Zaramino.
- Zac: Es el vecino y mejor amigo de Leah. Tiene cabello rojo y ojos azules. En la primera temporada, él desconoce el hecho de que Leah tiene genios. Cada vez que ocurre cosas extrañas o inusuales él responde despreocupadamente. También suele contar anécdotas graciosas suyas a Leah. En la segunda temporada, él se entera de que Leah tiene genios y tiene su propio genio llamado Kaz.
- Princesa Samira: Es la gobernante de Cataratas Zaramino. Tiene ojos violeta y cabello celeste. Es quien está a cargo de controlar a todos los genios en entrenamiento. Ella puede conceder deseos junto con los genios jóvenes. Ella ocasionalmente premia a los genios con gemas mágicas de genio que pueden tener variedad de efectos mágicos. Ella actúa como mentora y maestra de Shimmer y Shine. A pesar de que Zeta sea su autoproclamada rival, Samira le da una segunda oportunidad de ser una genio en entrenamiento en una ocasión. En la tercera temporada, se revela sobre su antigua amistad con Zeta cuando eran estudiantes de la Emperatriz Caliana, y la esperanza de que Zeta y ella vuelvan a ser amigas algún día.
- Zeta, la hechicera: Vive en Cataratas Zaramino. Tiene ojos verdes y cabello púrpura. Es la rival de la princesa Samira y quiere ser la persona más poderosa en Cataratas Zaramino. Zeta es una hechicera en vez de ser una genio, como a ella no le gusta conceder los deseos de los demás, confía en las pociones mágicas y objetos mágicos. Sus planes son casi siempre frustrados por Shimmer, Shine y Leah. Sin embargo, su propia arrogancia e ignorancia pueden hacer que ella también frustre sus propios planes. A pesar de los problemas que causa ella, Shimmer, Shine, Leah y Zac no la sostienen en contra y generalmente tratan de ser amigables con ella cuando no están frustrando sus planes. Aunque ella tiende a ser antagónica hacia Leah y sus genios, ella puede ser sociable con ellos a veces e incluso trabajar con ellos, por ejemplo, cuando se encuentra a sí misma o a Nazboo en problemas, por lo general, cuando sus planes son contraproducentes, lo que usualmente hace que los salven. Antes de convertirse en hechicera, ella fue una genio en entrenamiento bajo la emperatriz Caliana junto con Samira, quien se hizo amiga de Zeta cuando fue una estudiante nueva, aunque después abandonó la escuela debido a sus celos de Samira y decidió ser una hechicera. Sin embargo, a pesar de su actual rivalidad con Samira, se muestra que aprecia su antigua amistad mientras recogía una pluma que Samira le había prestado cuando se conocieron y una foto de las dos juntas cuando todavía eran amigas.
- Kaz: Es un genio en entrenamiento con ojos azules y cabello magenta, quien sería el genio de Zac en la segunda temporada. A diferencia de la despreocupada y aventurera personalidad de Zac, Kaz es más cauteloso y asustadizo. A pesar de sus distintas personalidades, Zac y Kaz trabajan juntos y puede ser valiente cuando lo tiene que ser. Su naturaleza cautelosa también significa que piensa más en cómo concede los deseos de Zac. Como la mayoría de los genios en Cataratas Zaramino, él tiene su propia alfombra mágica, aunque a veces usa la superalfombra voladora de Zac, una alfombra mágica deseada por Zac. Kaz tiene a un ziffilon de mascota llamado Zain, quien fue convocado por uno de los deseos de Zac después de que él supo que Kaz siempre había querido tener un Ziffilon como mascota. Aunque él y Zac se llevan bien, ocasionalmente se vuelve poco entusiasta al conceder los deseos de Zac. Inicialmente él tenía miedo a Rocket, el perro de Zac, por no estar familiarizado con los perros, aunque al final superó su miedo después de que Zac y las chicas le recordaran cómo los otros genios se asustaron de Zain antes de que lo conocieran.
- Emperatriz Caliana: Fue la maestra de la princesa Samira. Tiene ojos púrpura y cabello rubio. Caliana fue la que le dio a Samira su collar especial cuando ella era una genio en entrenamiento. Caliana era una gran exploradora cuando era una niña e hizo muchos descubrimientos, como encontrar las Cuevas Caliana. Ella también es amiga de Rohan, el gólem cristalino, normalmente tímido, que cuida las cuevas. Cuando Zeta y Samira eran jóvenes, Caliana enseñaba a los genios en entrenamiento en su escuela en el Salón de los genios, donde Zeta era la mejor estudiante. Mientras elogiaba la poción de Zeta, trató de enseñarle a ser más considerada con los demás y asignó a Samira a sentarse al lado de Zeta cuando Samira era estudiante nueva, lo que lleva a que Samira y Zeta se hagan amigas, aunque Zeta se puso celosa luego de que Samira fuera la nueva mejor estudiante, lo que finalmente llevó a que Zeta se retire de la escuela y se convirtiera en una hechicera después de su fallido intento de sabotear a Samira, aunque Caliana le dijo a Samira sobre su esperanza de que Zeta algún día regresaría.
- Capitana Zora: Es una genio pirata, quien es la ídolo de Shine. A veces, está ausente y puede ser torpe y olvidadiza, especialmente cuando está en una aventura. Ella tiene un barco pirata volador que a veces lo ancla en lugares extraños. A Shine le gustan los genios piratas y la capitana Zora es su favorita de todos, así que ella se pone muy nerviosa y, a veces, no puede hablar claramente cuando está cerca a Zora.
- Layla: Es una genio de hielo quien es amiga de la Princesa Samira. Ella tiene una gema de hielo de collar que le da el poder de congelar y mantener su cuerpo frío. Ella originalmente vivía en una botella de genio enterrada en la arena de la playa en Cataratas Zaramino, pero accidentalmente fue roto por Leah y sus genios. Ella actualmente vive en un palacio de hielo.
- Shaya: Es un genio relámpago en entrenamiento quien viaja en una tabla de nubes voladora y puede generar rayos mágicos. Leah y sus genios lo ayudan a atrapar un rayo mágico que se había escapado mientras practicaba su magia. Aunque él es rebelde al trabajar con Leah y sus genios al principio, casualmente él aprende el valor del trabajo en equipo de ellas.
- Nila: Es una sirena que vive en las aguas cercanas a Cataratas Zaramino. Leah y sus genios se hicieron amigas de ella después de que Leah deseara encontrar una sirena después de que supiera que estas existen. Ella ayuda a las niñas a encontrar la gema sirena para que puedan regresar a su forma normal después de que Leah accidentalmente use sus deseos, lo que deja a las chicas atrapadas en forma de sirena. Después de que Nila y las chicas consiguieran la gema haciéndose amigas de la Guardiana solitaria de la Gema Sirena, ella les enseña el hechizo para activar el poder de la gema que puede tanto transformar en sirena como deshacer la transformación, permitiendo a las chicas visitar a Nila y emprender aventuras bajo el agua con ella.
- Imma: Es la genio de las cataratas quien supervisa la fuente de las cataratas arcoíris de Cataratas Zaramino en Arcoíris Zaramino. Las chicas se hicieron amigas de ella luego de que Samira les enviara a su primera aventura en Arcoíris Zaramino para averiguar la causa de una neblina extraña producidas por las cataratas que impide hacer magia en Cataratas Zaramino y ayudar a Imma a resolver el problema. Imma puede usar la magia del agua que le permite manejar el agua utilizando su báculo mágico que también lo usa para activar las cerraduras que controlan el flujo de agua arcoíris hacia las cataratas.
- El genio deshacedor: Es un genio cuya poderosa magia es la de eliminar o arreglar un deseo que se haya pedido. Él puede ser muy tonto. Mientras se encuentran en su aventura para encontrar su hogar, los niños lo ayudan a tomar decisiones, ya que este es muy indeciso.
- Dalia: Es una genio que trabaja como diseñadora y vendedora de alfombras mágicas en Cataratas Zaramino. Shimmer la admira mucho y quiere ser como ella.
- Ayla: Es una genio que dirige un salón de belleza de genios en Arcoíris Zaramino. Ella tiene una peineta mágica que usa en su cabello que le permite cambiar el cabello de cualquiera, incluyendo la de ella misma.
- Minu: Es una genio hada que actúa como cuidadora del jardín en Arcoíris Zaramino. Tiene el poder de hacer que las flores florezcan y brillen las plantas.
- Afina: Es la genio de la brillantina quien vive en un palacio brillante en una nube en Arcoíris Zaramino.
- Princesa Ula: Es la gobernante de Arcoíris Zaramino. Ella también es la princesa de las gemas a cargo de dar a todas las gemas de genio su magia.
- Nadia: Es la genio de los sueños quien es la única genio capaz de conceder deseos que involucran sueños y se especializa en la magia de los sueños que involucra el uso de polvo mágico. Ella también está a cargo de crear sueños especiales para todos en Cataratas Zaramino. Como resultado de esto, ella sabe acerca de todos en Cataratas Zaramino. Sin embargo, es raro que ella haga que los sueños se hagan realidad.
- Ezri: Es el asistente de Nadia, quien al igual que ella conoce acerca de todos en Cataratas Zaramino. Él reconoce a Leah, Shimmer, Shine y Zeta cuando las conoce por primera vez.
- Misha: Es la genio de los animales quien ayuda a todos los genios en Cataratas Zaramino a encontrar sus mascotas.
- Princesa Adara: Es la princesa del polvo de estrellas. Vive en su palacio en Cielos de Saramino.
- Rubi: Es una genio arcoíris de Cielos de Saramino.
- Shaun: Es el hermano gemelo de Shaya, quien es un genio nube en entrenamiento.

### Animales y criaturas
- Tala: Es la monita de Shimmer. Tiene ojos verdes y lleva perlas blancas, como también Shimmer lleva. Tala tiene el talento de bailar.
- Nahal: Es el tigre de bengala cachorro de Shine. Ella lleva joyas de color rosa y un círculo de oro, como también Shine lleva. Ella tiene el talento de tocar el teclado.
- Rocket: Es el perro de Zac quien aparece en varios episodios de la primera temporada y reaparece en la tercera temporada. Es un perro astuto que tiende a babear y masticar cosas que frecuentemente causan problemas, aunque es simplemente demasiado juguetón, que quiere decir que no es ofensivo. Él se ha encontrado con Shimmer, Shine, Tala, y Nahal varias veces. Es la única mascota originaria del mundo de Leah y Zac. Casualmente es deseado por Zac para que venga a Cataratas Zaramino, pero es mal visto como un monstruo por los genios como Kaz y los animales nativos del mundo genio como Parisa y Zain, ya que no están familiarizados con los perros al principio debido a que estos no son nativos de su mundo, con la excepción de Shimmer, Shine, Tala, Nahal y Samira. Después de ayudar a Zac a detener a Zeta por robarse el báculo de Samira, ella permite a Rocket acompañar a Zac cuando él visite Cataratas Zaramino.
- Nazboo: Es el dragón parlante de Zeta, quien atiende todas sus necesidades y actúa como inferior de Zeta. Él es algo torpe y muchas veces causa accidentalmente frustrar los planes de Zeta. Él puede distraerse fácilmente con comida o cualquier cosa que le llame la atención. También le gusta que Zeta le haga cosquillas en la barriga. Aunque el actúe como dependiente de Zeta la mayoría del tiempo, él es amigable hacia Leah, Zac, y sus genios, como también a sus mascotas hasta el punto de que a menudo los saluda, incluso cuando está en medio de uno de los planes de Zeta. A diferencia de Zeta, él es generalmente más considerado con los demás y prefiere jugar limpio en las competiciones, aunque por lo general ayuda a Zeta a hacer trampa. En la tercera temporada se revela que él es de Manetikar, La tierra de los dragones, donde conoció y se hizo amigo de Zeta, cuando ella fue a ese lugar para encontrar a un dragón que fuese su mascota. Sintiendo pena por Zeta luego de su intento fallido de hacer que uno de los grandes dragones voladores sea su mascota, aceptó convertirse en su mascota y se fue a casa con ella a su guarida en Cataratas Zaramino, donde ha vivido desde entonces. Él tiene una hermana y dos hermanos que se asemejan a él en apariencia y personalidad.
- Roya: Es el pavorreal de Samira, quien vive en el palacio de ella. Roya es opuesto a las mascotas de Shimmer y Shine, ya que prefiere presumir sus plumas o caminar con gracia que jugar o bailar. A diferencia de Samira, Roya tiene un fuerte disgusto por Zeta y Nazboo, hasta el punto de, literalmente, perseguirlos hasta retirarlos del palacio de Samira en una ocasión.
- Parisa: Es la zorra de Zaramino de Leah, quien posee la capacidad de camuflarse, haciéndose prácticamente invisible cuando quiera. Ella también tiene talento para pintar. Parisa se presenta a mediados de la segunda temporada. Al igual que Kaz y Zain, inicialmente le tenía miedo a Rocket, debido a que no estaba familiarizada con los perros, aunque no en la misma medida en que lo estaban Kaz y Zain.
- Zain: Es el ziffilon (una criatura similar a un grifo) de Kaz. Kaz siempre había querido tener un ziffilon como mascota antes de obtener a Zain, por lo que Zac utiliza uno de sus deseos para desear uno para Kaz. Zain es el animal más grande, ya que es lo suficientemente grande como para que Kaz se monte en su espalda. No obstante, a pesar de su tamaño, Zain se asusta fácilmente, incluso más que Kaz. Como la mayoría de los ziffilons, su comida favorita son las frutas Zlam y es originario de la Isla Ziffilon. Aunque se lleva bien con las otras mascotas, tenía miedo a Rocket al principio debido a que no está familiarizado con los perros, pero después de que Zac le recuerde a Kaz y Zain cómo otros genios le tenían miedo a Zain al principio, él y Kaz logran superar su miedo inicial a Rocket.
- Velociunicornios: Son unicornios con alas nativos de Cataratas Zaramino y Arcoíris Zaramino, introducidos en la segunda temporada. Son criaturas amigables y serviciales que ocasionalmente ayudan a las niñas y les permiten montarlos. También hay un juego llamado «atina al velociunicornio», donde los jugadores vuelan en tablas de nubes mientras tratan de lanzar aros hacia el cuerno de un velociunicornio que está volando, sin el uso de magia, ya que si se usa este se considera trampa.
- Cola traviesa: Es la mascota mágica de la Capitana Zora, la genio pirata. Cola traviesa ayuda a Zora a recordar las cosas que olvida, como nombres o el significado de las palabras y frases utilizadas por los piratas. Cola traviesa vuela girando su cola como un helicóptero. Su magia se sale de control cuando está asustada, causando diferentes efectos mágicos.
- Gazi: Es una criatura marina que puede cambiar de forma. Él ama los tesoros y en una ocasión intenta robar el tesoro que habían encontrado Nila, Leah y sus genios.
- Cog: Es un grunt que vive con otros de sus especie bajo tierra en Cataratas Zaramino. Los grunts son pequeñas criaturas inteligentes que viven bajo la tierra. A todos les encanta cavar, son optimistas y amistosos, con excepción de Cog.
- La familia de Nazboo: Los hermanos de Nazboo: Razboo, Kazboo y Frank son introducidos en la tercera temporada. Todos son dragones pequeños que no vuelan y que se asemejan a Nazboo en apariencia y comparten su naturaleza amistosa y juguetona, así como su amor por la comida y las cosquillas en la barriga, sin embargo Nazboo y sus hermanos tienden a meterse en problemas cuando están juntos mucho a la frustración y molestia de Zeta, cuando vienen a visitar a Nazboo. Razboo tiene escamas moradas y lleva un lazo en su cabeza, Kazboo tiene escamas verdes y una cresta, y Frank tiene escamas azules y lleva un corbatín. Kazboo y Razboo son capaces de hablar como Nazboo, pero el vocabulario de Frank es aparentemente limitado a decir solo su propio nombre.
- Darpoppy: Una criatura mítica que vive en Arcoíris Zaramino, que supuestamente es una gran criatura de ojos múltiples y la única evidencia de su existencia son sus grandes huellas. Cuando Zac se encuentra con un grupo de varios de estos, se revela que eran en realidad criaturas amigables, parecidas a conejos, de diferentes tamaños. Ellos tienden a jugar juntos parados uno encima del otro, causando que parezcan más grandes.
- Bali: Es un ave que vive en Arcoíris Zaramino. Bali es un nil, un tipo de ave que involuntariamente hace que varios tipos de magia dejen de funcionar cuando está cerca.
- Gleam: Es el velociunicornio azul brillante de Afina y vive en Arcoíris Zaramino.
- Lulu: Es el panda de Misha.
- Zahrora: Es el saracornio de Shimmer.
- Zoomdust: Es el saracornio de Shine.
- Zadazzle: Es el saracornio de Leah.
- Dahliza: Es el saracornio de la princesa Adara.
- Azah: Es el saracornio de Rubi.

## Elenco
- Eva Bella: Shimmer
- Isabella Cramp: Shine (Temporada 1-4)
- Haley Tju: Shine (Temporada 4)
- Alina Foley: Leah
- Blake Bertrand: Zac
- Dee Bradley Baker: Nahal / Tala / Rocket / Nazboo / Roya / Parisa
- Lacey Chabert: Zeta
- Nikki SooHoo: Princesa Samira
- Jet Jurgensmeyer: Kaz
- Danica McKellar: Layla
- Barbara Eden: Emperatriz Caliana